# Vasile-Relu Rădulescu
Vasile-Relu Rădulescu este un fost deputat român în legislatura 2000-2004, ales în județul Vâlcea pe listele partidului PSD. 

## Legături externe
- Vasile-Relu Rădulescu Arhivat în 22 iunie 2024, la Wayback Machine. la cdep.ro